# Obiageli Ezekwesili
Obiageli Ezekwesili (Port Harcourt, 28 aprile 1963) è un'attivista e politica nigeriana.

## Biografia
Obiageli Ezekwesili è nata il 28 aprile 1963 a Port Harcourt, in Nigeria. Cresciuta in una famiglia che ha sempre valorizzato l'istruzione, ha sviluppato un forte senso di responsabilità sociale fin dalla giovane età. Ha conseguito la laurea in Economia presso l'Università di Nigeria, Nsukka, e un master in Economia presso l'Università di Harvard, dove ha approfondito le sue conoscenze sulle politiche pubbliche e lo sviluppo economico. Ezekwesili è sposata e ha figli. Ha spesso parlato dell'importanza della famiglia nella sua vita, riconoscendo che il supporto della sua famiglia le ha fornito la forza necessaria per affrontare le sfide della sua carriera. 
Al di fuori del suo lavoro, Ezekwesili ha una passione per la lettura e l'apprendimento continuo. È anche interessata a questioni culturali e sociali e partecipa a eventi che promuovono l'arte e la cultura africana. La sua curiosità intellettuale si riflette nel suo impegno per l'istruzione e il miglioramento della società.
Ezekwesili è nota per i suoi forti valori morali e per la sua determinazione nel combattere l'ingiustizia. Le sue esperienze personali e professionali l'hanno influenzata profondamente, spingendola a diventare un'attivista appassionata per i diritti umani e l'istruzione. Ezekwesili è attiva sui social media, dove condivide le sue opinioni su questioni sociali, politiche ed economiche. Usa queste piattaforme per sensibilizzare l'opinione pubblica e per mobilitare i cittadini su temi rilevanti.

### Carriera politica e attivismo
Dopo essere stata nominata Ministra dell'Istruzione nel 2006 dal presidente Olusegun Obasanjo, Ezekwesili si è concentrata su diverse riforme chiave:
- Riforma del Sistema Educativo: Ha avviato iniziative per migliorare la qualità dell'istruzione, con particolare attenzione alla formazione degli insegnanti e all'adeguamento delle strutture scolastiche.
- Accesso all'Istruzione: Ha promosso l'accesso all'istruzione per tutti, in particolare per le ragazze, riconoscendo il ruolo cruciale dell'educazione nella lotta contro la povertà e nell'empowerment delle donne.[2]

Dopo il rapimento delle ragazze di Chibok nel 2014, Ezekwesili è diventata una voce prominente nella campagna "Bring Back Our Girls".
Oltre alla sua carriera politica, Ezekwesili ha co-fondato diverse iniziative e organizzazioni:
- Open Nigeria Initiative: Questa iniziativa si propone di promuovere la trasparenza e la responsabilità nella gestione delle risorse pubbliche in Nigeria.
- WOMEN in Africa Initiative: Focalizzata sull’empowerment delle donne africane, l'iniziativa lavora per creare opportunità economiche e migliorare le condizioni di vita delle donne in tutta l'Africa.  Ezekwesili è stata coinvolta in vari forum internazionali, collaborando con istituzioni come le Nazioni Unite e la Banca Mondiale: ha rappresentato l'Africa in discussioni globali su educazione, sviluppo e diritti umani e ha lavorato per promuovere gli Obiettivi di Sviluppo Sostenibile (SDGs) delle Nazioni Unite, sottolineando l'importanza dell'istruzione e della parità di genere.

Negli ultimi anni, Ezekwesili ha continuato a lavorare come attivista e commentatrice, affrontando questioni cruciali come:
- Corruzione: Ha denunciato la corruzione nella politica nigeriana e ha chiesto una maggiore responsabilità da parte dei leader.
- Diritti Umani: Ha continuato a combattere per i diritti delle donne e per una maggiore inclusione delle giovani nei processi decisionali.

## Bring Back Our Girls
La campagna "Bring Back Our Girls" è un'iniziativa di attivismo sociale che è emersa in risposta al rapimento di 276 ragazze da parte di Boko Haram nel 2014 a Chibok, in Nigeria. Obiageli Ezekwesili è stata una delle fondatrici di questa campagna e ha svolto un ruolo cruciale nel portare l'attenzione globale sulla questione.

### Obiettivi della campagna
1. Sensibilizzazione: La campagna ha mirato a sensibilizzare l'opinione pubblica sul rapimento e sulla situazione delle donne e delle ragazze in Nigeria, cercando di far conoscere le atrocità commesse da Boko Haram.
2. Pressione sul Governo: Uno degli obiettivi principali è stato quello di esercitare pressione sul governo nigeriano affinché intraprendesse azioni concrete per cercare di liberare le ragazze e migliorare la sicurezza nel paese.
3. Sostegno alle Vittime: La campagna ha anche cercato di garantire supporto alle famiglie delle vittime e di promuovere l'educazione e i diritti delle ragazze.

## Premi e riconoscimenti
- BBC 100 Women: è stata inclusa nella lista delle 100 donne più influenti del mondo dalla BBC, un riconoscimento che celebra donne che hanno avuto un impatto significativo nelle loro comunità e oltre.
- Onorificenze Nazionali
- Ashoka Fellow: un riconoscimento che onora gli innovatori sociali che hanno dimostrato un impatto positivo nelle loro comunità.
- World Economic Forum
- Premio Right Livelihood: conosciuto anche come "Nobel alternativo", questo premio è stato conferito a Ezekwesili per il suo lavoro nel campo dei diritti umani e della lotta contro la corruzione.
- Honorary Degrees: diverse università internazionali le hanno conferito lauree honoris causa in riconoscimento del suo lavoro e dei suoi contributi in ambito educativo e sociale.
- Premi di Istruzione e Sviluppo